# 카지미에시 베인
카지미에시 베인(폴란드어: Kazimierz Bein, 1872 ~ 1959)은 폴란드의 안과의사이자 에스페란티스토이다. 또한 카지미에시 베인은 에스페란토 문학의 초기의 주요 인물이었지만, 1911년에 갑자기 에스페란토 운동을 떠난 것으로 유명하다.

## 생애
1872년 폴란드에서 태어났다. 젊었을 때 반(反)러시아 운동에 참여하였고, 이 때문에 수년간 감옥에 있었다. 1899년 카잔에서 의학 공무를 마치고, 안과 의사가 되었다. 바르샤바 안과 연구소(폴란드어: Warszawski Instytut Oftalmiczny)를 창립하였고 연구소장을 맡았다. 사진술이 취미였다고 전해진다.
베인은 에스페란토 운동 초창기의 중요한 인물이었고, 이름의 머릿글자를 딴 카베(에스페란토: Kabe)라는 필명을 사용하였다. 1904년 바츠와프 시에로셰프스키(폴란드어: Wacław Sieroszewski)의 소설 폴란드어: Dno nędzy (에스페란토: Fundo de l’ Mizero)를 에스페란토로 번역하였고, 1906년 에스페란토 학술화의 부회장이 되었다. 또한, 1911년 175쪽의 《에스페란토 사전》(에스페란토: Vortaro de Esperanto)을 편찬하였다. 이는 최초로 순수하게 에스페란토로만 씌여진 사전이었고, 이전의 에밀 부아라크의 《에스페란토-에스페란토-프랑스어 대사전》(에스페란토: Plena Vortaro Esperanto–Esperanta kaj Esperanto–Franca)보다 더 명확하고 간결한 정의로 당대의 표준적인 사전으로 자리잡았다.
1911년 베인은 갑자기 모든 에스페란토 관련 활동을 중단하였고, 대외적으로 아무런 이유도 제시하지 않았다. 모든 에스페란토 관련 조직에서의 직위를 사임하였고, 대신 바르샤바 안과 연구소장이 되었다. 그 이유는 확실하지 않으나, 아마 안토니 그라보프스키·아담 자크셰프스키(폴란드어: Adam Zakrzewski) 등 다른 에스페란티스토와의 충돌로 인한 것으로 보인다. ‘에스페란토 운동에서 갑자기 탈퇴하다’라는 뜻의 속어 에스페란토: kabei 카베이라는 단어는 이 사건으로부터 유래하였다.
베인은 이후 생애를 주로 의학에 바쳤다. 1959년 우치에서 사망하였다.

## 참고 문헌
- Fethke, Edmund; Jan Fethke (1931). “Intervjuo kun la plej fama Esperanta stilisto”. 《Literatura Mondo》 7: 144–145. 2006년 6월 23일에 원본 문서에서 보존된 문서. 2014년 2월 9일에 확인함.
- Glück, Julius (1989). 《El la klasika periodo de Esperanto. Antoni Grabowski kaj K. Bein (Kabe)》. 빈: Pro Esperanto. 36쪽.